# I век
I (пе́рвый) век  по юлианскому календарю — век с 1 января 1 года по 31 декабря 100 года. Это 1-й век 1-го тысячелетия. Ему предшествовал I век до н. э. Закончился 1925 лет назад.

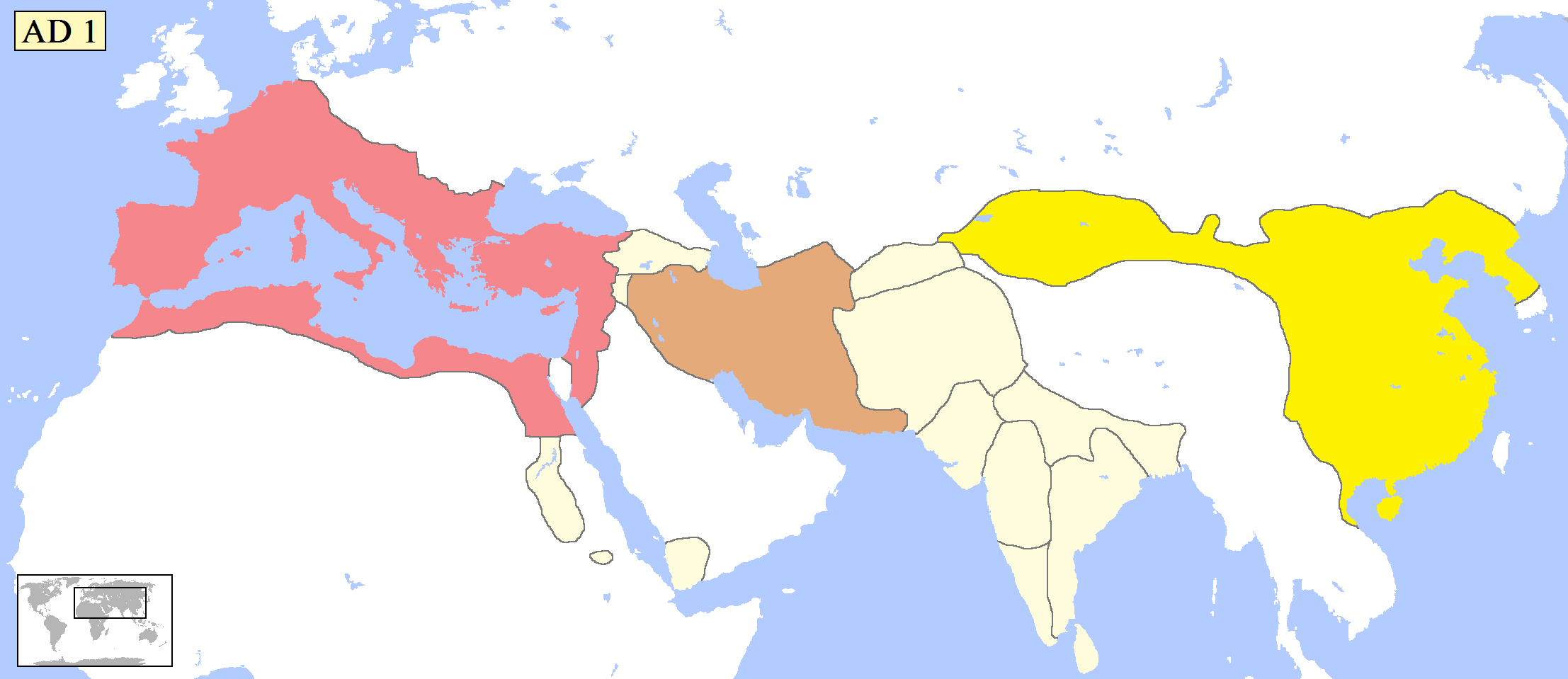
Карта Евразии I века. Римская империя (красный), Парфянская империя (коричневый), Китайская империя династии Хань (жёлтый)

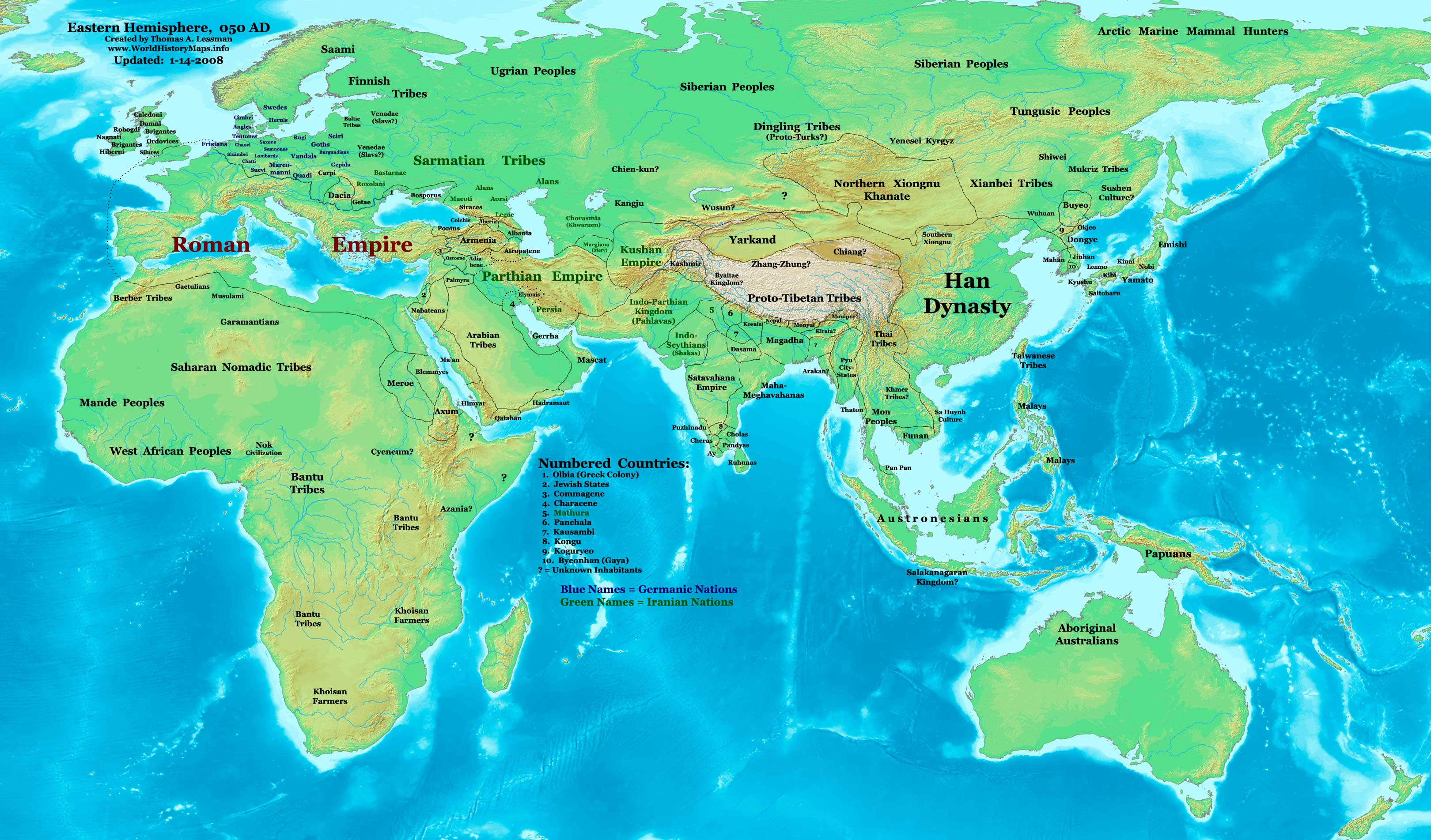
Восточное полушарие в середине первого века

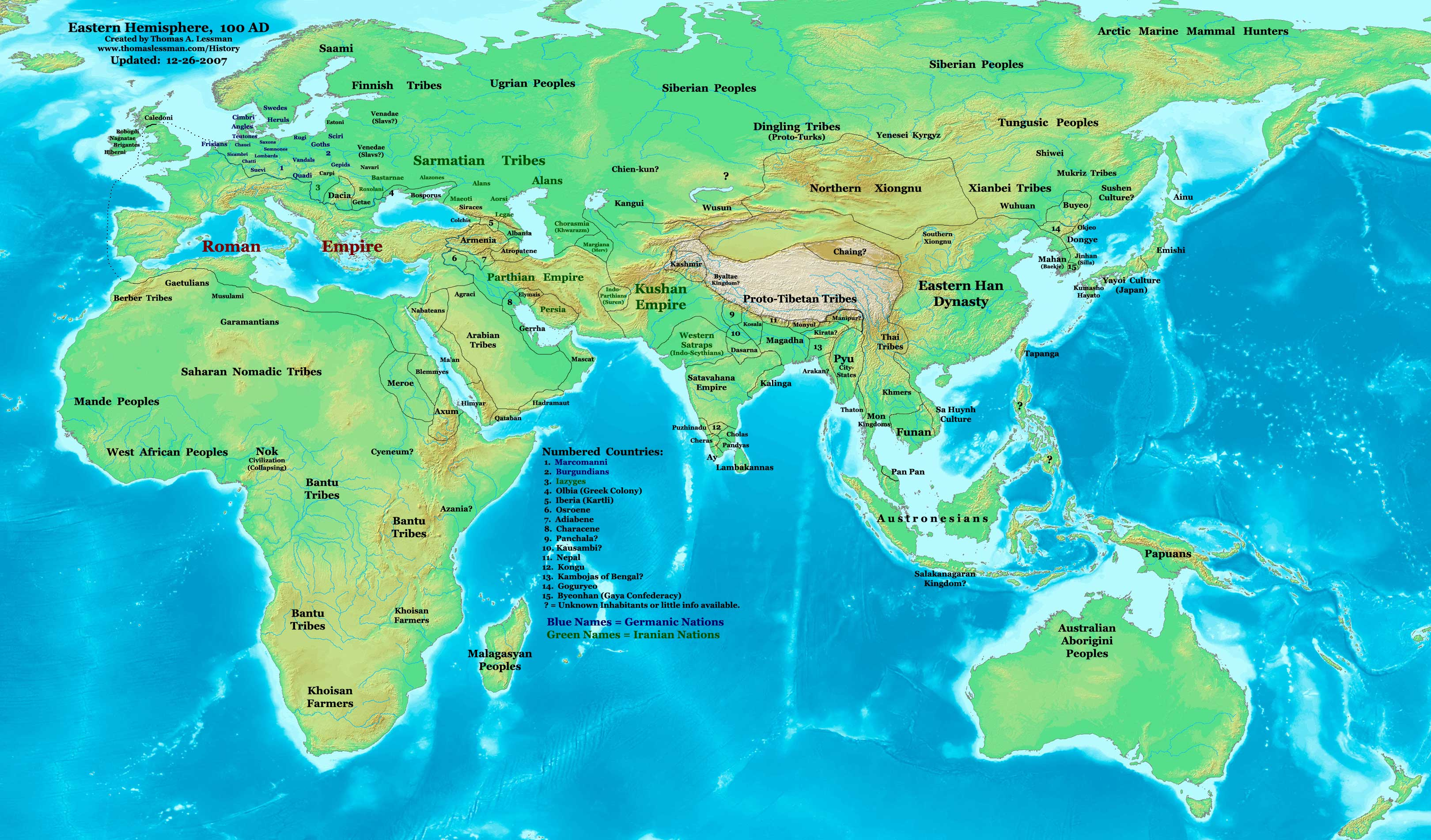
Восточное полушарие в конце первого века

В течение этого периода в Европе, Северной Африке и на Ближнем Востоке господствовала Римская империя, которая продолжала расширяться, особенно после завоевания Британии императором Клавдием в 43 году. Реформы Августа во время его долгого правления стабилизировали империю после потрясения гражданских войн прошлого столетия. Позднее, династия Юлиев-Клавдиев, которая была основана Августом, пришла к концу со смертью Нерона в 68 году. Затем короткий период гражданской войны и нестабильности, конец которой был положен Веспасианом, 9-м римским императором, основателем династии Флавиев.

## События

### Европа
- Начало I века — изготовлена статуя Август из Прима-Порта (возможно, копия бронзовой статуи около 20 года до н. э.). В настоящее время изваяние хранится в ватиканском музее Кьярамонти, Рим.
- Начало I века — изготовлена барельефная камея «Гемма Августа». В настоящее время хранится в Музее истории искусств, Вена.
- Извержение Везувия (79).
- 19 августа 14 года — смерть римского императора Октавиана Августа.
- 14 — 37 — правление преемника Октавиана Августа, императора Тиберия.
- 14-16 — походы римского полководца Германика за Рейн. Форсирование Рейна, нападение на марсов и победа Германика над германскими племенами во главе с Арминием.
- Племена сарматского происхождения поселяются в Приазовье и Предкавказье.

### Азия

#### Ближний Восток
- Рождение Сына Божьего Иисуса Христа.
- Зарождение христианства. Жизнь и деятельность Иисуса Христа и двенадцати апостолов.
- Вторая половина I века — Царь химьяритов и сабеев Харибавел.

#### Индия
- Возникновение королевства Чола в Южной Индии.
- Царь андхров Сатакарни I завоевал северо-западный Декан и утвердил столицу в Пейтане.

#### Китай
- Начало I века — Хунну поднимают антикитайское восстание и побеждают.
- 48 — 8 родов Хунну вновь попали под влияние Китайской империи. Происходит разделение на Южных и Северных Хунну.
- Государство Фуюй (родственное корейцам) занимало почти всю Восточную Маньчжурию (от Кайюаня на юге до Цицикара на севере).
- 87—93— Коалиция в числе китайцев, сяньбийцев и динлинов вынуждает Северных Хунну уйти к Волге.
- Возникновение государства Фунань (Камбоджа). Основателем его считается индийский принц Каундинья, женившийся на местной правительнице.
- Возникновение государства Тьямпа (Чампа) в Южном Вьетнаме.
- В Бирме возникают государства Шрикшетра, Аракан, государства монов.

### Африка
- Племена сан в Намибии.
- Середина I века — Вторжение в Эфиопию семитических племён из Шебы. Возникновение государства Аксум (Северная Эфиопия) во главе с династией Соломонидов (считавших себя потомками Соломона и царицы Савской).

### Америка
- Расцвет Теотиуакана, крупнейшего города Мезоамерики[1].